# Serbia w Konkursie Piosenki Eurowizji
Serbia, jako niezależny kraj, uczestniczy w Konkursie Piosenki Eurowizji od 2007. Wcześniej brała udział jako część Jugosławii (od 1961 do 1991) oraz jako część Serbii i Czarnogóry (od 2004 do 2006). Konkursem w kraju zajmuje się serbski nadawca publiczny Radio-Televizija Srbije (RTS).
Najwyższym wynikiem Serbii w konkursie jest pierwsze miejsce zajęte w 2007 przez Mariję Šerifović z utworem „Molitva”. Po występie w 2013 serbska telewizja wycofała się na rok z konkursu, po czym powróciła do konkursu w 2015.

## Uczestnictwo
Serbia uczestniczy w Konkursie Piosenki Eurowizji od 2007 roku. Poniższa tabela uwzględnia wszystkich serbskich reprezentantów, tytuły konkursowych piosenek oraz wyniki w poszczególnych latach.
| Rok  | Artysta                           | Piosenka            | Język              | Finał              | Finał              | Półfinał           | Półfinał         |
| Rok  | Artysta                           | Piosenka            | Język              | Miejsce            | Punkty             | Miejsce            | Punkty           |
| ---- | --------------------------------- | ------------------- | ------------------ | ------------------ | ------------------ | ------------------ | ---------------- |
| 2007 | Marija Šerifović                  | „Molitva”           | serbski            | 1                  | 268                | 1                  | 298              |
| 2008 | Jelena Tomašević feat. Bora Dugić | „Oro”               | serbski            | 6                  | 160                | Organizator        | Organizator      |
| 2009 | Marko Kon i Milan Nikolić         | „Cipela”            | serbski            | –                  | –                  | 10                 | 60               |
| 2010 | Milan Stanković                   | „Ovo je Balkan”     | serbski            | 13                 | 72                 | 5                  | 79               |
| 2011 | Nina                              | „Čaroban”           | serbski            | 14                 | 85                 | 8                  | 67               |
| 2012 | Željko Joksimović                 | „Nije ljubav stvar” | serbski            | 3                  | 214                | 2                  | 159              |
| 2013 | Moje 3                            | „Ljubav je svuda”   | serbski            | –                  | –                  | 11                 | 46               |
| 2014 | Brak reprezentanta                | Brak reprezentanta  | Brak reprezentanta | Brak reprezentanta | Brak reprezentanta | Brak reprezentanta |                  |
| 2015 | Bojana Stamenov                   | „Beauty Never Lies” | angielski          | 10                 | 53                 | 9                  | 63               |
| 2016 | Sanja Vučić ZAA                   | „Goodbye (Shelter)” | angielski          | 18                 | 115                | 10                 | 105              |
| 2017 | Tijana Bogićević                  | „In Too Deep”       | angielski          | –                  | –                  | 11                 | 98               |
| 2018 | Sanja Ilić & Balkanika            | „Nova deca”         | serbski            | 19                 | 113                | 9                  | 117              |
| 2019 | Nevena Božović                    | „Kruna”             | serbski            | 18                 | 89                 | 7                  | 156              |
| 2020 | Hurricane                         | „Hasta la vista”    | serbski            | Konkurs odwołany   | Konkurs odwołany   | Konkurs odwołany   | Konkurs odwołany |
| 2021 | Hurricane                         | „Loco Loco”         | serbski            | 15                 | 102                | 8                  | 124              |
| 2022 | Konstrakta                        | „In corpore sano”   | serbski, łaciński  | 5                  | 312                | 3                  | 237              |
| 2023 | Luke Black                        | „Samo mi se spava”  | angielski, serbski | 24                 | 30                 | 10                 | 37               |
| 2024 | Teya Dora                         | „Ramonda”           | serbski            | 17                 | 54                 | 10                 | 47               |
| 2025 | Princ                             | „Mila”              | serbski            | –                  | –                  | 14                 | 28               |
| 2026 |                                   |                     |                    |                    |                    |                    |                  |

Legenda:
     1. miejsce

## Historia głosowania w finale (2007–2025)
Poniższe tabele pokazują, którym krajom Serbia przyznaje w finale najwięcej punktów oraz od których państw serbscy reprezentanci otrzymują najwyższe noty.
| Lp. | Kraj    | Punkty |
| --- | ------- | ------ |
| 1   | Włochy  | 96     |
| 2   | Szwecja | 84     |
| 3   | Rosja   | 73     |
| 4   | Ukraina | 71     |
| 5   | Francja | 69     |

| Lp. | Kraj               | Punkty |
| --- | ------------------ | ------ |
| 1   | Chorwacja          | 157    |
| 2   | Macedonia Północna | 150    |
| 3   | Słowenia           | 144    |
| 4   | Czarnogóra         | 138    |
| 5   | Szwajcaria         | 116    |

## Organizacja
Serbia była gospodarzem Konkursu Piosenki Eurowizji w 2008 roku. Koncerty konkursowe odbyły się w Belgradzkiej Arenie.
| Rok  | Miasto  | Miejsce          | Prowadzący                        |
| ---- | ------- | ---------------- | --------------------------------- |
| 2008 | Belgrad | Belgradzka Arena | Jovana Janković Željko Joksimović |

## Nagrody im. Marcela Bezençona
Nagroda Artystyczna
| Rok  | Artysta          | Piosenka          | Autor(zy)                          |
| ---- | ---------------- | ----------------- | ---------------------------------- |
| 2007 | Marija Šerifović | „Molitva”         | Vladimir Graić Saša Milošević Mare |
| 2022 | Konstrakta       | „In corpore sano” | Ana Đurić Milovan Bošković         |

## Faworyt OGAE
Międzynarodowe stowarzyszenie fanów Konkursu Piosenki Eurowizji OGAE rokrocznie od 2007 przeprowadza ankietę, w której każdy krajowy klub oraz OGAE Reszta Świata głosuje na wszystkie piosenki zgłoszone do konkursu przy użyciu tzw. systemu eurowizyjnego (1-7, 8, 10 i 12 punktów dla 10 najwyżej ocenionych utworów; klub nie może głosować na propozycję z własnego kraju). W 2007 w plebiscycie zwyciężyła serbska propozycja „Molitva” Mariji Šerifović.